# Hochschulring Tübinger Studenten
Der Hochschulring Tübinger Studenten (HTS) war zuletzt eine rechtsextreme Tübinger Studentenvereinigung, die durch ihre Verbindungen zur Wehrsportgruppe Hoffmann und Terroranschläge von Mitgliedern bekannt wurde.

## Geschichte
Der HTS wurde 1968 gegründet und war ein Kind des „Tübinger Farbenrings“, eines Zusammenschlusses verschiedener Tübinger Verbindungen und Burschenschaften, die vom Tübinger Senioren-Convent (SC) unterstützt wurden. Der „Tübinger Farbenring“ war vorher im Studentenparlament stark vertreten, so etwa im Wintersemester 1961/62, wo der Farbenring 16 von 35 Fachschaftsvertretern des ASTA stellte.
Bei den Wahlen zum 1. Studentenparlament der Universität Tübingen vom 10. zum 14. Juni 1968 zog der HTS erstmals mit fünf Stimmen als zweitstärkste Vereinigung ins Tübinger Studentenparlament ein. Diese fünf Sitze konnte er in den darauf folgenden Wahlen zum 2. und zum 3. Studentenparlament 1969 und 1970 behaupten.
In den Jahren 1970 bis 1973 war der HTS vorübergehend Mitglied der „Deutschen Studenten Union“, des späteren Sozialliberalen Hochschulverbands (SLH).
1973 trat Axel Heinzmann in den HTS ein und avancierte zu ihrem Wortführer. Im gleichen Jahr verließ der HTS den sozialliberalen DSU/SLH-Verband und wurde Mitglied im Ring Freiheitlicher Studenten (rfs), wo er in den 1970er Jahren verblieb.
Bei den Wahlen zum 8. Studentenparlament vom 29. zum 31. Januar 1974 erlangte der HTS mit 15 Sitzen sein höchstes Wahlergebnis.
1976 wurde der HTS Mitglied des Ostpolitischen Deutschen Studentenbundes (ODS), des Studentenbundes der Vereinigung Heimatvertriebener Deutscher Studenten sowie der „Gesellschaft für Menschenrechte“ (GFM), der Vorgängerin der Internationalen Gesellschaft für Menschenrechte (IGFM). Im gleichen Jahr wurden Richard Löwenthal und der Zahnarzt Herbert Veigel, dessen Sohn Thomas Veigel dem HTS-Vorstand angehörte, zu „HTS-Ehrenmitgliedern“ ernannt.

Axel Heinzmann (4) und Karl-Heinz Hoffmann (5) bei der Schlägerei vor der alten Mensa in Tübingen

Als Folge der Radikalisierung des HTS kam es 1976 vermehrt zu Konflikten an der Universität. Am 11. November 1976 verhinderten Demonstranten eine Vortragsveranstaltung des HTS mit einem deutschstämmigen Siedler aus Namibia.
Am 4. Dezember 1976 lud Heinzmann zu einer Veranstaltung des HTS in die Mensa der Universität Tübingen zum Thema „Die schwarz-kommunistische Aggression im südlichen Afrika“ ein. Als Redner war Karl-Heinz Hoffmann vorgesehen. Die Veranstaltung begann und endete mit einer Massenschlägerei, bei der 15 bis 20 Mitglieder der „Wehrsportgruppe Hoffmann“ mit Schlagstöcken und Eisenhaken sieben Studenten, die gegen die Veranstaltung demonstrierten, krankenhausreif schlugen. Als Reaktion auf die Vorfälle wurden Vorlesungen, an denen der Vorsitzende des HTS Heinzmann teilnahm, gestört und abgebrochen. Am 19. Dezember 1976 erteilte der Universitätspräsident ein Hausverbot gegen Heinzmann bis zum Ende des Semesters.
Unter dem Vorsitz von Heinzmann radikalisierte sich der HTS zunehmend nach extrem rechts, sodass er seine Wählerbasis unter den Korporationsstudenten verlor und der Tübinger SC seine Unterstützung einstellte.
1978 erfolgte eine Umbenennung in „Hochschulring Tübinger und Reutlinger Studenten“.

## Rechter Terrorismus
Das Attentat auf das Münchner Oktoberfest vom 26. September 1980 wurde Gundolf Köhler zugeschrieben, der als Schüler 1976 Kontakt zu Karl-Heinz Hoffmann hatte und bezüglich des Aufbaus einer Wehrsportgruppe in seiner Region von ihm an Axel Heinzmann verwiesen worden war. Heinzmann lud Köhler zu der HTS-Veranstaltung am 4. Dezember 1976 ein und wurde dort Zeuge der Auseinandersetzungen. Nach seiner Einschreibung als Student an der Universität Tübingen sympathisierte Köhler mit dem HTS und nahm ab März 1979 sporadisch an dessen Veranstaltungen teil. Köhler gehörte zeitweilig der Wehrsportgruppe Hoffmann an und nahm an deren paramilitärischen Übungen teil.
Uwe Behrendt, ein weiterer Rechtsterrorist, war Mitglied des HTS und der Wehrsportgruppe Hoffmann. Er kandidierte 1976 für den HTS für das Studentenparlament. und wurde im Juni 1976 in den Hochschulpolitischen Ausschuss (HpA) der Deutschen Burschenschaften gewählt. Behrendt ermordete am 19. Dezember 1980 den Erlanger Verleger und Ex-Vorsitzenden der Israelitischen Kultusgemeinde Nürnberg Shlomo Levin und seine Lebensgefährtin Frida Poeschke.

## Inhaltliches Profil
Laut Axel Heinzmann wurde der HTS 1968 unter maßgeblicher Beteiligung von Verbindungsstudenten gegründet und verstand sich als „antikommunistische Alternative in der Hochschulpolitik“. Zudem positionierte sich der HTS gegen die „opportunistische Politik“ des Rings Christlich-Demokratischer Studenten (RCDS).
Unter Heinzmann unterstützte der HTS das südafrikanische Apartheidsregime. „Zwecks Unterstützung der Abwehr gegen die kommunistische Aggression“ hielten sich zeitweilig mehrere HTS-Mitglieder zum „Training“ in Südafrika auf.
Organ des Studentengruppe war der „HTS-UNI-UHU“.

## Heutige Situation
Über den Verbleib des HTS ist nichts bekannt. Er trat seit den 1980er Jahren nicht mehr öffentlich in Erscheinung. Die letzte Erwähnung erfolgte im Verfassungsschutzbericht von 1980, wo darüber informiert wurde, dass der HTS „nur noch aus wenigen Mitgliedern“ bestehe.